# Chrysochroa (Chrooxantha)
Chrysochroa (Chrooxantha) – podrodzaj chrząszczy z rodziny bogatkowatych, podrodziny Chrysochroinae, plemienia Chrysochroini i rodzaju Chrysochroa.

## Taksonomia
Podrodzaj wyróżniony został w 2009 roku przez Romana Hołyńskiego. Jego gatunkiem typowym jest Chrysochroa edwardsi.

## Występowanie
Gatunki z tego podrodzaju występują w krainie orientalnej. 

## Systematyka
Opisano dotąd 9 gatunków z tego podrodzaju:
- Chrysochroa (Chrooxantha) caroli Perroud, 1853
- Chrysochroa (Chrooxantha) edwardsii Hope, 1843
- Chrysochroa (Chrooxantha) klapaleki Obenberger, 1924
- Chrysochroa (Chrooxantha) miribella Obenberger, 1939
- Chrysochroa (Chrooxantha) mniszechii Deyrolle, 1861
- Chrysochroa (Chrooxantha) perrotetii Guérin-Méneville, 1840
- Chrysochroa (Chrooxantha) rogeri Dupont, 1832
- Chrysochroa (Chrooxantha) saundersii Saunders, 1866
- Chrysochroa (Chrooxantha) viridisplendens Théry, 1898